# Eleftherios Papasymeon
Eleftherios Papasymeon (griechisch Ελευθέριος Παπασυμεών) war ein griechischer Leichtathlet.
Bei den Olympischen Sommerspielen 1896 in Athen nahm er am Marathonlauf von Marathon nach Athen teil. Seine genauen Zeiten sind unbekannt, sicher ist nur, dass er als Fünfter ins Ziel kam.